# Lamb (filme)
Lamb é um filme de drama britânico de 1985 dirigido por Colin Gregg e estrelado por Liam Neeson, no papel-título, Hugh O'Conor e Ian Bannen. O filme é baseado no romance de Bernard MacLaverty, que também escreveu o roteiro.

## Elenco
- Liam Neeson como Michael Lamb
- Harry Towb como padre
- Hugh O'Conor como  Owen Kane
- Frances Tomelty como Mrs. Kane
- Ian Bannen como Irmão Benedict
- Ronan Wilmot as Brother Fintan
- Denis Carey como Mr. Lamb
- David Gorry como  O'Donnell
- Andrew Pickering como Murphy
- Stuart O'Connor como O'Holloran
- Ian McElhinney como Maguire
- Dudley Sutton como Haddock
- Nigel Humphreys como policial
- Eileen Kennally como vizinha
- Lorna Ellis como menina tímida